# Elizabeth City (Észak-Karolina)
Elizabeth City település az Amerikai Egyesült Államok Észak-Karolina államában, Pasquotank megyében, melynek megyeszékhelye is. Lakosainak száma 18 631 fő (2020. április 1.).

## Népesség
A település népességének változása:

| 2010 | 18 683 |
| 2020 | 18 631 |